# Bishop Briggs
Sarah Grace McLaughlin (Londres, Inglaterra, 18 de julio de 1992), conocida por su nombre artístico Bishop Briggs, es una cantante y compositora británica establecida en Los Ángeles, California. Se hizo conocida a partir de su sencillo «River».

## Primeros años
Briggs nació en Londres de padres irlandeses de Dublín. A los cuatro años, se mudó a Tokio con su familia. Cantó en público por primera vez en un bar de karaoke en Tokio, lo que le llevó a dedicarse a la música. Crecer con las tradiciones del bar de karaoke de la ciudad y escuchar música de músicos de Motown a The Beatles en casa también influyó en su búsqueda de música. Comenzó a escribir sus propias canciones a los siete años, que interpretó para su familia. Se mudó a Hong Kong a los 10 años, donde vivió hasta los 18 años. Después de graduarse se mudó a Los Ángeles, California, y asistió al college en el Musicians Institute.

## Carrera musical

### 2015 – 2016: Debut
Después de mudarse a Los Ángeles, Briggs comenzó su carrera tocando en pequeños  espectáculos. Poco después de una presentación de 2015 en un bar local que llamó la atención del exrepresentante de A&R, George Robertson, Briggs grabó su primer sencillo "Wild Horses" bajo el nombre de Bishop. La canción fue producida por Mark Jackson e Ian Scott. Muchos usuarios encontraron a Briggs a través de Shazam cuando vieron un comercial de Acura que presenta la canción. A finales de 2016, "Wild Horses" comenzó a subir de nuevo en las listas de éxitos, ingresando al top 30 en la lista Billboard Alternative Songs y al top 13 en las listas de Billboard Emerging Artist de Twitter. En diciembre de 2016, ingresó al Top 20 en iTunes Alternative Charts.
En enero de 2016, Briggs lanzó el sencillo "River" y cambió su nombre a Bishop Briggs para evitar la confusión con una banda de heavy metal del mismo nombre. La canción fue un éxito comercial. Poco después de su lanzamiento, la canción rápidamente llegó al número 1 en las listas populares de Hype Machine y alcanzó el número 1 en US Viral 50 de Spotify US Viral 50 y #2 en los Global Viral 50. También recibió una Mención de Honor en Shazam que pronosticó como unas de las Songs of the Summer 2016, que se presentó en Billboard. A partir de mayo de 2016, "River" estaba subiendo constantemente las listas Shazam Future Hits. "River" subió al top 3 en la lista Billboard Alternative Songs y llegó al top 10 en las listas Billboard Hot Rock, Rock Airplay y Twitter Emerging Artist, y pasó meses en el top 5 de iTunes Alternative.

### 2017 - 2018:Bishop BriggsyChurch of Scars
El 14 de abril de 2017 lanzó su debut EP titulado "Bishop Briggs", el cual contenía sus ya éxitos "River", "Wild Horses", "The Way I Do" junto a "Dead Man's Arms" y otros dos nuevos temas. El EP logró alcanzar el #1 en el Alternative Charts en iTunes.
En octubre de 2017 Briggs lanzó la canción y el video en la plataforma de YouTube "Dream" como promoción para su primer álbum, canción que también fue interpretada por Briggs en el show de Jimmy Kimmel Live! En 2018 su segundo sencillo "White Flag" vio la luz para finalmente revelar el álbum debut: "Church of Scars", que dio continuidad a sus éxitos anteriores, incluyéndolos en su álbum, además de nuevos temas como "Temp My Trouble", "Lyin'" y "Water".
Para finales de 2018 lanzó la canción "Baby" que incluyó un video animado en YouTube con Malia James como directora del mismo.

### 2019:CHAMPION
Bishop Briggs regresa el 16 de julio de 2019 con un cambio de imagen y el estreno de su nuevo sencillo "CHAMPION", video que mostraba la leyenda "continuará" al final del mismo, la continuación se dio el 23 de julio mediante el video del tema "TATOOED ON MY HEART", que mostraba la segunda parte del video de su primer tema.
En agosto interpretó "CHAMPION" como promoción en el programa The Late Late Show with James Corden. Los dos sencillos fueron también interpretados en una versión de estudio de VEVO.
El 10 de octubre lanzó su nuevo tema "JEKYLL & HIDE"  y un día más tarde, el 11 de octubre, desveló la portada y contraportada de su segundo álbum de estudio, que ya podía ser preordenado y que sería lanzado el 8 de noviembre de 2019.

## Discografía
Su primer álbum de estudio, Church of Scars, fue anunciado en su cuenta de Instagram el 23 de febrero de 2018 para ser lanzado el 20 de abril.[cita requerida] Éste incluirá un total de 10 canciones escritas todas por Sarah con ayuda de Mark e Ian Jackson, quienes también fueron los encargados de la producción.[cita requerida]

### EP
| Título             | Detalles                                                                                           |
| ------------------ | -------------------------------------------------------------------------------------------------- |
| Bishop Briggs      | - Lanzamiento: 25 de noviembre de 2016 - Sello: Island Records - Formato: Vinilo                   |
| Bishop Briggs - EP | - Lanzamiento: 14 de abril de 2017 - Sello: Island Records - Formato: Descarga digital, CD, casete |
| Church of Scars    | *Lanzamiento:                                                                                      |
| CHAMPION           | Lanzamiento: 8 de noviembre de 2019 Sello: Island Records Formato: Descarga digital, CD            |

### Sencillos
| Año                                              | Título                        | Mejor posición | Mejor posición | Mejor posición  | Certificaciones | Álbum              |
| Año                                              | Título                        | US Rock        | US Alt         | US Rock Airplay | Certificaciones | Álbum              |
| ------------------------------------------------ | ----------------------------- | -------------- | -------------- | --------------- | --------------- | ------------------ |
| 2015                                             | «Wild Horses»                 | —              | —              | —               |                 | Bishop Briggs (EP) |
| 2016                                             | «River»                       | 10             | 3              | 5               | - RIAA: Gold    | Bishop Briggs (EP) |
| 2016                                             | «The Way I Do»                | —              | —              | —               |                 | Bishop Briggs (EP) |
| 2016                                             | «Pray (Empty Gun)»            | —              | —              | —               |                 | Bishop Briggs (EP) |
| 2016                                             | «Be Your Love»                | 39             | —              | —               |                 | Bishop Briggs (EP) |
| 2016                                             | «Wild Horses» (relanzamiento) | 21             | 17             | 30              |                 | Bishop Briggs (EP) |
| 2017                                             | «Hi-Lo (Hollow)»              | —              | —              | —               |                 | —                  |
| 2018                                             | «White Flag»                  | —              | —              | —               |                 | Church of Scars    |
| 2018                                             | «Dream»                       |                |                |                 |                 | Church of Scars    |
| 2018                                             | «Baby»                        |                |                |                 |                 | —                  |
| 2019                                             | «CHAMPION»                    |                |                |                 |                 | CHAMPION           |
| 2019                                             | «TATTOED ON MY HEART»         |                |                |                 |                 | CHAMPION           |
| 2019                                             | «JEKYLL & HIDE»               |                |                |                 |                 | CHAMPION           |
| "—" denota sencillos sin ubicación o no lanzados |                               |                |                |                 |                 |                    |